# Mohammed Kazem
Mohammed Kazem (ur. 1969 w Dubaju) – artysta sztuki konceptualnej pochodzący ze Zjednoczonych Emiratów Arabskich. W swojej twórczości korzysta z takich dziedzin sztuki jak film, fotografia, sound art czy performance.

## Życiorys

### Kariera
Mohammed Kazem urodził się w 1969 roku w Dubaju, jako syn taksówkarza. W wieku 14 lat postanowił rzucić szkołę, którą uznawał za mało rozwijającą. W owym czasie, w ZEA rynek artystyczny był bardzo słabo rozwinięty. Z tego powodu, oraz ze względu na brak większych kwalifikacji, Mohammed zmuszony był zaciągnąć się do armii. Nie rezygnował jednak ze swojej pasji i starał się eksperymentować z różnymi formami sztuki. Dopiero w roku 1987 udało mu się otrzymać dyplom z malunku od Emirates Fine Art Society w Szardża. W tym samym roku, Hassan Sharif – prekursor sztuki współczesnej w ZEA – założył organizację Dubai Art Atelier, która otworzyła możliwości rozwoju sztuki współczesnej w kraju. Mohammed Kazem w latach 1999–2009 kierował organizacją oraz w ramach jej działalności nauczał rysunku.
W roku 2012 obronił dyplom magistra sztuki na University of the Arts w Filadelfii. Posiada również dyplom ukończenia studiów muzycznych na Al Rayat Music Institute of Dubai.

### Twórczość
Prace Mohammada znajdują się w wielu prywatnych oraz publicznych kolekcjach sztuki. Właścicielami dzieł artysty są między innymi: JPMorgan Chase, Deutsche Bank, Sittard Art Center (Holandia), Barjeel Art Foundation (ZEA), Arab Museum of Modern Art (Katar).
Najbardziej znanymi wystawami autora są Directions (2005–2013) oraz Autobiography (od 1997).